# Zofia Żebracka
Zofia Żebracka, z domu Błażowska (ur. 12 kwietnia 1893 we Lwowie, zm. 22 marca 1984 w Pieskowej Skale) – polska przewodniczka turystyczna, zasłużona działaczka Polskiego Towarzystwa Turystyczno-Krajoznawczego.

## Życiorys
Była córką Włodzimierza i Zofii. Od czternastego roku życia, zachęcona przez ojca, uprawiała turystykę górską w Tatrach. Pasję tę kontynuowała po osiedleniu się w Rabce w 1932, gdzie uczestniczyła m.in. w rajdach zimowych sekcji narciarskiej Ogniska Związku Podhalan. Od 1935 należała do rabczańskiego oddziału Polskiego Towarzystwa Tatrzańskiego i włączyła się do aktywnej działalności w tej organizacji, zarówno biorąc udział w rajdach (m.in. zajęła I miejsce w rajdzie gwiaździstym na Halę Lipowską, zorganizowanym na 30-lecie Tatrzańskiego Towarzystwa Narciarzy), jak i organizując rajdy czy zawody dla młodzieży z terenu Rabki i okolicy. Współpracowała z takimi działaczami, jak Jan Bieś, Władysław Klempka, a także z mężem – doktorem praw Witoldem Korczak-Żebrackim, od 1937 pełniącym obowiązki prezesa oddziału.
W okresie okupacji, kiedy mąż przebywał internowany na Węgrzech, Zofia Żebracka przejęła jego obowiązki i prowadziła w Rabce rozlewnię piwa „Okocim”. Współpracowała zarazem z partyzantką, udzielając potrzebującym schronienia i innej pomocy.

## Działalność społeczna
Po wojnie powróciła do działalności w ruchu turystycznym. W 1951 podjęła działalność w utworzonym wówczas Oddziale Polskiego Towarzystwa Turystyczno-Krajoznawczego (PTTK) w Rabce; w 1953 zorganizowała pierwszy powojenny zimowy rajd narciarski. W latach 1959–1975 prowadziła każdego roku kilka turnusów górskich wczasów wędrownych, od Sudetów po Bieszczady. Wczasy te kierowane były do dorosłych oraz młodzieży (w latach 70. XX wieku Zofii Żebrackiej towarzyszyła wnuczka, zarażona pasją górskiego wędrowania) i przewinęło się przez nie niemal tysiąc uczestników, w tym część brała udział kilkakrotnie. Ostatni obóz wędrowny Zofia Żebracka przeprowadziła w wieku 82 lat w Beskidzie Żywieckim.
Od 1953 była przodownikiem turystyki górskiej, upowszechniała zbieranie Górskiej Odznaki Turystycznej PTTK, w 1965 wyróżniona została godnością honorowego przodownika turystyki górskiej. Była też przodownikiem narciarskim (od 1963) i honorowym przodownikiem narciarskim (od 1971) PTTK. Od 1966 należała do Krakowskiego Klubu Przodowników Turystyki Górskiej PTTK. W 1960, za zasługi położone na polu górskiej turystyki letniej i zimowej, otrzymała Złotą Odznakę PTTK.

## Spoczywa
Zofia Żebracka zmarła 22 marca 1984 na zamku w Piaskowej Skale, w czasie pobytu u rodziny. Pochowana została na cmentarzu komunalnym w Rabce (na Zaborni). W pamięci mieszkańców Rabki zapisała się jako skromna i życzliwa osoba, powszechnie lubiana, umiejąca rozbudzić w towarzyszach wędrówek zainteresowanie turystyką górską (Słownik biograficzny Rabki).